# USS Springer (SS-414)
USS Springer (SS-414) là một  tàu ngầm lớp Balao được Hải quân Hoa Kỳ chế tạo trong Chiến tranh Thế giới thứ hai. Nó là chiếc tàu chiến duy nhất của Hải quân Hoa Kỳ được đặt cái tên này, theo tên loài cá heo Risso. Nó đã phục vụ trong giai đoạn sau Thế Chiến II, thực hiện được ba chuyến tuần tra và đánh chìm bốn tàu Nhật Bản với tổng tải trọng 3.940 tấn. Được cho ngừng hoạt động sau khi xung đột chấm dứt vào năm 1946, nó được huy động trở lại để chuyển giao cho Chile vào năm 1961 để tiếp tục hoạt động như là chiếc Thomson (SS-22) cho đến năm 1972; con tàu được tháo dỡ để làm nguồn phụ tùng sau đó. Springer được tặng thưởng ba Ngôi sao Chiến trận do thành tích phục vụ trong Thế Chiến II.

## Thiết kế và chế tạo
Thiết kế của lớp Balao được cải tiến dựa trên  tàu ngầm lớp Gato dẫn trước, là một kiểu tàu ngầm hạm đội có tốc độ trên mặt nước cao, tầm hoạt động xa và vũ khí mạnh để tháp tùng hạm đội chiến trận. Khác biệt chính so với lớp Gato là ở cấu trúc lườn chịu áp lực bên trong dày hơn, và sử dụng thép có độ đàn hồi cao (HTS: High-Tensile Steel), cho phép lặn sâu hơn đến 400 ft (120 m). Con tàu dài 311 ft 9 in (95,02 m) và có trọng lượng choán nước 1.526 tấn Anh (1.550 t) khi nổi và 2.424 tấn Anh (2.463 t) khi lặn. Chúng trang bị động cơ diesel dẫn động máy phát điện để cung cấp điện năng cho bốn động cơ điện, đạt được công suất 5.400 shp (4.000 kW) khi nổi và 2.740 shp (2.040 kW) khi lặn, cho phép đạt tốc độ tối đa 20,25 hải lý trên giờ (37,50 km/h) và 8,75 hải lý trên giờ (16,21 km/h) tương ứng. Tầm xa hoạt động là 11.000 hải lý (20.000 km) khi đi trên mặt nước ở tốc độ 10 hải lý trên giờ (19 km/h) và có thể hoạt động kéo dài đến 75 ngày.
Tương tự như lớp Gato dẫn trước, lớp Balao được trang bị mười ống phóng ngư lôi 21 in (530 mm), gồm sáu ống trước mũi và bốn ống phía phía đuôi tàu, chúng mang theo tối đa 24 quả ngư lôi. Vũ khí trên boong tàu gồm một hải pháo 4 inch/50 caliber, một khẩu pháo phòng không Bofors 40 mm nòng đơn và một khẩu đội Oerlikon 20 mm nòng đôi, kèm theo hai súng máy .50 caliber. Trên tháp chỉ huy, ngoài hai kính tiềm vọng, nó còn trang bị ăn-ten radar SD phòng không và SJ dò tìm mặt biển. Tiện nghi cho thủy thủ đoàn bao gồm điều hòa không khí, thực phẩm trữ lạnh, máy lọc nước, máy giặt và giường ngủ cho hầu hết mọi người, giúp họ chịu đựng cái nóng nhiệt đới tại Thái Bình Dương cùng những chuyến tuần tra kéo dài đến hai tháng rưỡi.
Springer được đặt lườn tại Xưởng hải quân Mare Island ở Vallejo, California vào ngày 3 tháng 10, 1943. Nó được hạ thủy vào ngày 3 tháng 8, 1944, được đỡ đầu bởi bà M. S. Tisdale, và được cho nhập biên chế cùng Hải quân Hoa Kỳ vào ngày 18 tháng 10, 1944 dưới quyền chỉ huy của Hạm trưởng, Trung tá Hải quân Russell Kefauver.

## Lịch sử hoạt động

### 1945
Springer lên đường đi San Diego vào ngày 3 tháng 12, 1944 để chạy thử máy và huấn luyện, rồi khởi hành từ Mare Island vào ngày 8 tháng 1, 1945 để đi sang vùng biển Hawaii. Nó rời Trân Châu Cảng  vào ngày 4 tháng 2 để đi sang Guam thuộc quần đảo Mariana, nơi nó tiếp tục huấn luyện và đổ đầy nhiên liệu chuẩn bị cho chuyến tuần tra đầu tiên.

#### Chuyến tuần tra thứ nhất
Khởi hành vào ngày 17 tháng 2, Springer hướng sang khu vực tuần tra tại quần đảo Ryūkyū. Sau khi chịu đựng những cơn bão và lặn xuống né tránh máy bay tuần tra đối phương, nó bắt gặp hai tàu chiến đối phương vào ngày 11 tháng 3, đang di chuyển với tốc độ 17 kn (31 km/h) ở khoảng cách 22.000 yd (20 km). Nó cơ động vào vị trí tấn công, nhưng bị máy bay tuần tra đối phương phát hiện nên phải lặn xuống. Đến đêm 17 tháng 3 lúc 23 giờ 55 phút, nó phát hiện qua radar một đoàn tàu ba chiếc ở khoảng cách 22.000 yd (20 km) và theo dõi mục tiêu trong suốt ba giờ. Đến 03 giờ 03 phút, nó phóng một loạt bốn quả ngư lôi phía mũi nhắm vào một tàu vận tải, ghi được hai quả trúng đích, và mục tiêu chống trả bằng hải pháo. Sau hai loạt ngư lôi nữa, Tàu vận tải số 18 (1.500 tấn) đắm lúc 04 giờ 00 tại tọa độ 26°39′B 127°13′Đ / 26,65°B 127,217°Đ; toàn bộ 225 thành viên thủy thủ đoàn trên tàu đều tử trận. Chiếc tàu ngầm kết thúc chuyến tuần tra khi quay về Guam vào ngày 25 tháng 3, nơi nó được bảo trì cặp bên mạn tàu tiếp liệu tàu ngầm Proteus (AS-19).

#### Chuyến tuần tra thứ hai
Lên đường vào ngày 20 tháng 4 cho chuyến tuần tra thứ hai, Springer hoạt động trong thành phần một đội tấn công phối hợp ("Bầy sói") vốn bao gồm các tàu ngầm Trepang (SS-412) và Raton (SS-270), để tuần tra trong khu vực Hoàng Hải. Vào ngày 28 tháng 4, Springer trinh sát cảng Tomei trên đảo Fukue thuộc quần đảo Gotō, phát hiện hai muc tiêu đang đi dọc bờ biển, nhưng nó không thể tiếp cận gần hơn 6.500 yd (5.900 m) do vùng nước nông. Nó nghe thấy 14 tiếng nổ vào khoảng 06 giờ 30 phút, khi đồng đội Trepang đã phóng ngư lôi đánh chìm Tàu vận tải số 146 và bị chiếc tàu hộ tống đi kèm phản công bằng mìn sâu. Springer bắt gặp tàu hộ tống trên đường quay trở về cảng, nên phóng ba quả ngư lôi tấn công lúc 08 giờ 30 phút, khiến mục tiêu chết đứng giữa biển. Nó phóng thêm một loạt ngư lôi, và thêm một quả nữa trúng đích. Lúc này hai tàu tuần tra và hai máy bay đối phương xuất hiện, buộc nó phải lặn xuống và rút lui; Tàu săn ngầm số 17 (440 tấn) cuối cùng đắm tại tọa độ 32°25′B 128°46′Đ / 32,417°B 128,767°Đ.
Đến ngày 30 tháng 4, Springer và Trepang bắt gặp ba mục tiêu, và nó quyết định tiếp cận tấn công trên mặt nước nhờ sương mù che khuất. Khi nó đi đến vị trí thuận tiện để tấn công, sươg mù bất ngờ tan và nó bị một tàu khu trục hộ tống Nhật ngay phía sau phát hiện. Đối phương nổ súng và chiếc tàu ngâm phải lặn khẩn cấp né tránh, rồi tiếp tục chịu đựng 27 quả mìn sâu thả xuống khá gần tàu, gây ra một số hư hại. Khi nổi trở lại trên mặt nước giữa sương mù, Springer nghe thấy một tiếng nổ lớn khi Trepang đánh chìm tàu chở hàng Miho Maru. Đến đêm 2 tháng 5, Springer tấn công một đoàn tàu gồm một tàu buôn và hai tàu hộ tống với một loạt bốn quả ngư lôi, và ba quả trúng đích đã đánh chìm tàu frigate Ojika (1.000 tấn) ở vị trí khoảng 108 nmi (200 km) về phía Tây đảo Sohuksan-do, tại tọa độ 33°56′B 122°49′Đ / 33,933°B 122,817°Đ; toàn bộ 226 thành viên thủy thủ đoàn trên tàu đều tử trận. Đến đêm hôm sau lúc khoảng 23 giờ 00, nó phát hiện qua radar mục tiêu và phóng một loạt sáu quả ngư lôi tấn công. Ba quả trúng đích đã khiến Tàu phòng vệ duyên hải số 25 lật úp và đắm tại tọa độ 33°56′B 122°49′Đ / 33,933°B 122,817°Đ, toàn bộ 175 thành viên thủy thủ đoàn trên tàu đều tử trận.
Sang ngày 4 tháng 5, Springer hướng sang khu vực Honshū làm nhiệm vụ tìm kiếm và giải cứu. Nó không tìm thấy phi công Hoa Kỳ nào, nhưng vào ngày 14 tháng 5 đã chứng kiến trận không chiến giữa một máy bay tiêm kích Nhật và bốn máy bay Hoa Kỳ. Khi trận chiến kết thúc, nó đi đến vớt thi thể viên phi công Nhật để lục soát tài liệu trước khi thả thi thể anh ta xuống biển. Chiếc tàu ngầm kết thúc chuyến tuần tra khi quay về Guam vào ngày 18 tháng 5, và tiếp tục được bảo trì cặp bên mạn Proteus.

#### Chuyến tuần tra thứ ba
Rời Guam vào ngày 16 tháng 6 để đi sang Saipan, Springer bắt đầu chuyến tuần tra cuối cùng trong chiến tranh, kết hợp nhiệm vụ tìm kiếm và giải cứu với hoạt động tuần tra tại khu vực vịnh Tokyo. Vào ngày 26 tháng 6, nó giải cứu tám thành viên đội bay một máy bay ném bom B-29 Superfortress bị rơi, và chuyển họ sang tàu ngầm Tigrone (SS-419). Springer và Trepang được thông tin về một đội bay khác bị bắn rơi ở khoảng cách 50 mi (80 km); họ di chuyển hết tốc độ đến hiện trường, tìm thấy tám người trên bè cứu sinh thuộc bốn nhóm, phân tán trên một khoảng rộng 4 nmi (7,4 km) và ở cách cảng Nagoya 7 nmi (13 km).Trepang đã cứu vớt bảy người còn Springer vớt người còn lại; tuy nhiên bốn người khác thuộc đội bay đã mất tích. Viên phi công được chuyển sang tàu ngầm Devilfish (SS-292) nhiều ngày sau đó; còn Springer tiếp tục tuần tra tại khu vực eo biển Kii từ ngày 17 đến ngày 23 tháng 7, rồi kết thúc chuyến tuần tra tại Guam.
Springer vẫn đang ở lại Guam khi Nhật Bản chấp nhận đầu hàng vào ngày 15 tháng 8, giúp chấm dứt vĩnh viễn cuộc xung đột. Nó lên đường vào ngày 17 tháng 8 để quay trở về Hoa Kỳ, về đến San Francisco vào ngày 5 tháng 9, và được cho xuất biên chế vào ngày 26 tháng 6, 1946. Con tàu được đưa về Hạm đội Dự bị Thái Bình Dương, neo đậu tại Xưởng hải quân Mare Island.

### Thomson(SS-22)

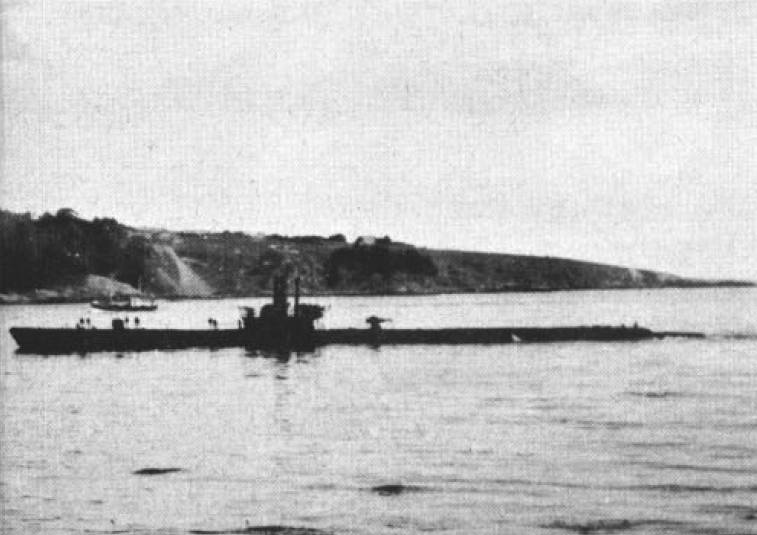
Tàu ngầm Thompson (SS-22) vào năm 1962.

Vào tháng 4, 1960, Springer được chuyển đến Xưởng hải quân San Francisco để được tân trang và hiện đại hóa, nhằm chuẩn bị để được chuyển giao cho Chile trong khuôn khổ Chương trình viện trợ quân sự. Sau khi được tái biên chế vào ngày 24 tháng 9, 1960, việc đại tu hoàn tất vào ngày 15 tháng 11, và một thủy thủ đoàn người Chile được huấn luyện từ ngày 19 tháng 12, 1960 đến ngày 19 tháng 1, 1961. Nó xuất biên chế vào ngày 23 tháng 1, 1961, chính thức được chuyển giao và nhập biên chế cùng Hải quân Chile như là chiếc Thomson (SS-22), tên được đặt nhằm vinh danh Trung tá Hải quân Chile Manuel Thomson (1839–1880), người tử trận trong cuộc Chiến tranh Thái Bình Dương (1879-1884).
Đến ngày 1 tháng 9, 1972 con tàu được chuyển quyền sở hữu cho Chile và rút tên khỏi danh sách Đăng bạ Hải quân Hoa Kỳ. Nó bị Hải quân Chile loại bỏ và tháo dỡ để làm nguồn phụ tùng.

## Phần thưởng
Springer được tặng thưởng ba Ngôi sao Chiến trận do thành tích phục vụ trong Thế Chiến II. Nó được ghi công đã đánh chìm bốn tàu Nhật Bản với tổng tải trọng 3.940 tấn.
|  |                                         |  |
|  | Bronze star · Bronze star · Bronze star |  |

| Dãi băng Hoạt động Tác chiến  |                                                                         |                                      |
| Huân chương Chiến dịch Hoa Kỳ | Huân chương Chiến dịch Châu Á-Thái Bình Dương với 3 Ngôi sao Chiến trận | Huân chương Chiến thắng Thế Chiến II |